# Niñas mal
Niñas mal foi uma novela produzida por Luis Eduardo Jiménez para MTV Latinoamérica, realizada pela Teleset e sob licença da Sony Pictures Television. Se trata de uma adaptação do filme  produzido no México no ano de  2007. A adaptação da historia é responsável pelas escritoras Claudia Bono e Karin Valecillos. Os roteiros são escritos por Claudia Bono, Karin Valecillos e Freddy Goncalves.
A novela estreou em MTV Latinoamérica segunda-feira 13 de setembro de 2010 as 19:00 horas e terminou em sexta-feira 17 de dezembro no mesmo horário. Após a sua transmissão original é repetida imediatamente a partir de 3 de janeiro de 2011 às 15:00. A série é transmitida no Brasil por VH1, na Espanha por MTV España e nos Estados Unidos por MTV Tr3s. Em Portugal, a série foi exibida na MTV Portugal.
A novela (telenovela) conta a história de três adolescentes da alta sociedade que rompem com os padrões estabelecidos pelos seus pais. Como punição, elas são enviadas para uma escola de boas maneiras. As meninas reveem o amor, a amizade, e têm de lidar com os problemas que eles causam mau relacionamento com sua família. É protagonizada por Isabel Burr, Carmen Aub e Jéssica Sanjuán.
O tema principal musical de ambas as promoções, como na série, Lolita,
é fornecida pela cantora mexicana Belinda. Este tema faz parte do novo álbum da cantora, Carpe diem. A novela também é um marco na história da produção da MTV, é a primeira telenovela que foi gravada na América Latina, especificamente na Colombia e tinham altos níveis de classificação nacionais e internacionais. Também foi classificada como a maior série vista em 2010 na América Latina. 

## Historia
A novela conta a história de três adolescentes da alta sociedade. Adela (Isabel Burr), condenada por danos materiais e conduta desordeira; Nina (Jessica Sanjuan) acusada de dirigir muito rápido, a falha em seguir as leis de trânsito e destruição de propriedade privada, e Greta (Carmen Aub) condenada por roubo qualificado e violação de leis de trânsito, são condenadas a passar seis meses em uma escola, um centro de reabilitação social. Hilda Macarena "Maca" de la Fuente (Diana Quijano), hostess de costumes, torna-se a guardiã legal absoluta das meninas.
As meninas procuram amor, amizade, e têm de lidar com os problemas que elas causam por causa do mau relacionamento com sua família.

## Produção
A produção de 70 episódios começou em junho de 2010, em Bogotá, Colômbia. Teleset S. A., a casa de produção SPT local, desde a sua vasta experiência neste país e é a produção local do novo programa. Niñas Mal no Brasil (Meninas Malvadas) ruim foi liberado pelo MTV no terceiro trimestre de 2010 e oferece distribuição adicional através Tr3s no Estados Unidos e Brasil Vh1. Fernando Gaston, vice-presidente sênior de conteúdo e Marlon Quintero MTV/VH1 América Latina, Vice-Presidente de Desenvolvimento e atual Productions da Sony Pictures Television são os produtores executivos. O romance é produzido em alta definição foi legendado em espanhol e Português(Meninas Malvadas) para Vh1 audiência no Brasil. A série vai viver fora da tela através de plataformas digitais, incluindo web, SMS, mobile e formatos de mídia social.

## Segunda Temporada
Em  24 de outubro de 2012, Eduardo Lebrija, CEO da Viacom, mais especificamente para a MTV anunciou que a série teria uma segunda temporada vai ser em 2013. 